# Ulma
Ulma es una comuna ubicada en el distrito de Suceava, Rumania.

## Superficie
Posee una superficie de 52,58 kilómetros cuadrados.

## Demografía
Hasta 2021 la población era de 1873 habitantes, con una densidad de población de 35,62 habitantes por kilómetro cuadrado.